# جوسيب ماساتشس
جوسيب ماساتشس (بالإسبانية: Josep Masachs) مواليد 4 يوليو 1983 في إسبانيا، هو لاعب كرة يد إسباني يلعب كجناح أيمن. يلعب حاليا مع شتينتسا مونيكيبال ديدمان باكاو.

## المسيرة الاحترافية
لعب مع جرانوليريس في الدوري الإسباني في سنة 2006، ثم لعب مع لوغرونيو من سنة 2006 إلى 2008، ثم لعب مع ثيوداد ريال في الدوري الإسباني في سنة 2008، ثم لعب مع سان أنطونيو في موسم 2008–2009، ثم لعب مع أرغون في الدوري الإسباني من سنة 2010 إلى 2012، ثم لعب مع أتلتيكو مدريد في موسم 2012–2013، ثم لعب مع لوغرونيو في الدوري الإسباني في موسم 2013–2014، ثم لعب مع شتينتسا مونيكيبال ديدمان باكاو في الدوري الروماني في سنة 2014.

## الإنجازات
- الدوري الإسباني لكرة اليد:
  - الفوز: 2007–08
- كأس ملك إسبانيا لكرة اليد:
  - الفوز: 2007–08، 2012–13
- كأس إسبانيا لكرة اليد:
  - الفوز: 2008
- دوري أبطال أوروبا لكرة اليد:
  - الفوز: 2007–08